# 77621 Koten
77621 Koten este un asteroid din centura principală de asteroizi.

## Descriere
77621 Koten este un asteroid din centura principală de asteroizi. A fost descoperit pe 25 mai 2001 la Observatorul din Ondřejov de Petr Pravec și Peter Kušnirák. Asteroidul prezintă o orbită caracterizată de o semiaxă mare de 3,10 ua, o excentricitate de 0,15 și o înclinație de 9,8° în raport cu ecliptica.